# 8 de gener
El 8 de gener és el vuitè dia de l'any del calendari gregorià. Queden 357 dies per finalitzar l'any i 358 en els anys de traspàs.

## Esdeveniments
Països Catalans
- 1937 - últim número de La Veu de Catalunya, diari en català que es publicà a Barcelona des de 1899, amb dues edicions diàries.[1]
- 1943 - la pel·lícula Rebecca, de Hitchcock, s'estrena al cinema Coliseum de Barcelona.[2]
- 1982 - Òscar Ribas i Reig és investit com a primer Cap de Govern d'Andorra.

Resta del món
- 1892 - revolta dels camperols a Jerez de la Frontera amb el crit “¡Visca la revolució social!”. És la primera vegada que s'enarbora la bandera negra a Espanya.
- 1918 - Washington DC: el president dels Estats Units Wilson fa públic el missatge en el punt catorzè del qual hi ha el germen de la Societat de Nacions.
- 1946 - Bèlgica abandona la moneda del belga, que mai no va poder imposar-se com a alternativa al franc.
- 1959 - França: elegeixen Charles de Gaulle president de la cinquena República Francesa.
- 1959 - L'Havana, Cuba: triomfa la Revolució Cubana amb l'entrada a la ciutat de les tropes de Fidel Castro.
- 1994 - Toretam (cosmòdrom de Baikonur, el Kazakhstan): en surt l'astronau russa Soiuz amb destí a l'estació espacial Mir.
- 2023 - Brasília, Brasil: partidaris de l'expresident Jair Bolsonaro perpetren un assalt civil als edificis federals de la Plaça dels Tres Poders.[3]

## Naixements
Països Catalans
- 1856 - València (Horta de València, País Valencià): Ángel García Cardona, pioner del cinema valencià (m. 1923).
- 1930 - Sort (Pallars Sobirà, Catalunya): Lluís Roca-Sastre i Muncunill, notari i estudiós del dret català (m. 2000).
- 1933 - Barcelona: Juan Marsé, novel·lista en castellà.
- 1938 - París, França: Joan de Sagarra, cronista català, fill del poeta Josep Maria de Sagarra.[4]
- 1952 - Seva: Montse Ginesta, dibuixant i il·lustradora catalana.[5]
- 1957
  - València (Horta de València, País Valencià): Nacho Duato, ballarí espanyol.
  - Felanitx (Mallorca): Miquel Barceló Artigues, pintor mallorquí.

Resta del món
- 1635 - Palma del Río, Còrdova: Luis Manuel Fernández Portocarrero, eclesiàstic i polític espanyol (m. 1709).
- 1638 - Bolonya, Itàlia: Elisabetta Sirani, pintora barroca de l'escola bolonyesa (m. 1665).[6]
- 1823 - Usk, Monmouthshire (País de Gal·les): Alfred Russel Wallace, geògraf, botànic i naturalista gal·lès (m. 1913).
- 1824 - Londres (Anglaterra): Wilkie Collins, escriptor britànic (m. 1889).
- 1867 - Boston (EUA): Emily Greene Balch, periodista i sindicalista nord-americana, Premi Nobel de la Pau de 1946 (m. 1961).[7]
- 1870 - 
  - Jerez de la Frontera, Cadis: Miguel Primo de Rivera, dictador espanyol (m. 1930).
  - Landkreis Czarnikau, Alemanya: Wanda von Debschitz-Kunowski, fotògrafa independent alemanya (m. 1935).[8]
- 1891 - Oranienburg, Brandenburg (Alemanya): Walther Bothe, físic, químic i matemàtic alemany, Premi Nobel de Física de 1954 (m. 1957).
- 1894 - Praga: Lucia Moholy, fotògrafa d'origen austrohongarès, que documentà l'arquitectura i els productes de la Bauhaus (m. 1989).[9]
- 1909 - Santurce (Puerto Rico): José Ferrer, actor, director i guionista portoriqueny.
- 1910 - Sant Petersburg: Galina Ulànova, llegendària ballarina russa (m. 1998).[10]
- 1917 - Tiumén, Rússia: Sylvia Agnes Sophia Tait, bioquímica i endocrinòloga anglesa que descobrí l'hormona aldosterona (m. 2003).[11]
- 1920 - Alhama de Murcia: Bràulia Cànovas Mulero, militant republicana espanyola, activista de la CNT i supervivent als camps de concentració nazis (m. 1993).[12]
- 1921 - Racalmuto, Sicília: Leonardo Sciascia, escriptor i polític sicilià (m. 1989).
- 1934 - Mont-Saint-Aignan, França: Jacques Anquetil, ciclista francès (m. 1987).
- 1935 - Tupelo (Mississipi, EUA): Elvis Aaron Presley, conegut com a Elvis Presley, cantant de rock estatunidenc.[13]
- 1937 - Cardiff, Gal·les: Shirley Bassey és una cantant britànica.[14]
- 1941 - Leicester, Leicestershire, Anglaterra: Graham Chapman, còmic, escriptor i actor britànic, que va formar part del grup d'humoristes Monty Python (m. 1989).
- 1942 - Oxford (Anglaterra): Stephen Hawking, físic i cosmòleg anglès.
- 1947 - Brixton (Anglaterra): David Robert Hayward-Jones, conegut com a David Bowie, cantant de rock anglès.
- 1956 - Sevilla: María Sanz, escriptora i poetessa espanyola.[15]
- 1957 - Rio de Janeiro: Rosaly Lopes, geòloga i astrònoma brasilera especialista en geologia planetària a la NASA.[16]
- 2000 - Nashville, Tennessee (EUA): Noah Cyrus, actriu i cantant estatunidenca.[17]

## Necrològiques
Països Catalans
- 1634 - Barcelona, Principat de Catalunya: Joan Sala i Ferrer àlies "Serrallonga", bandoler català (n. 1594).
- 1906 - Girona: Tomàs Sivilla i Gener, bisbe i jurista català.
- 1919 - València: Joaquim Agrasot Juan, pintor valencià (39 anys).
- 1927 - Figueres: Enriqueta Paler i Trullol, poetessa catalana (n. 1842).[18]
- 1932 - Palma: Antoni Maria Alcover, lingüista i eclesiàstic mallorquí.
- 1987 - Barcelona: Manuel Blancafort i de Rosselló, compositor català (n. 1897).
- 1990 - Barcelona: Jaime Gil de Biedma, poeta català en llengua castellana (n. 1929).
- 2014 - Eivissa: Pepita Escandell, dramaturga, actriu, cantant i pianista eivissenca.[19]
- 2024 - Barcelona: Ventura Pons, director de cinema, guionista i productor català (n. 1945).[20]

Resta del món
- 1324, Venècia, República de Venècia: Marco Polo, explorador venecià (69 anys).
- 1570, París (França): Philibert de l'Orme, arquitecte francès (n. 1514).
- 1642, Arcetri, Gran Ducat de la Toscana: Galileo Galilei, físic toscà (77 anys).
- 1697, Edimburg, Regne d'Escòcia: Thomas Aikenhead, darrera persona executada per blasfèmia a la Gran Bretanya.
- 1713, Roma, Estats Pontificis: Arcangelo Corelli, compositor del barroc italià (59 anys).
- 1879, Logronyo, la Rioja, Espanya: Baldomero Espartero, militar espanyol (85 anys).
- 1896, París, França: Paul Verlaine, escriptor francès.
- 1919, Parma: Leonilda Gabbi, soprano italiana (n. 1863).[21]
- 1921, Petrograd, URSS: Leonid Pozen escultor, itinerant i polític rus
- 1941, Nyeri, Kenya: Robert Baden-Powell, militar anglès, fundador de l'escoltisme i el guiatge (n. 1857).
- 1950, Salibury, Connecticut: Joseph Schumpeter, economista polític austríac (n. 1883).[22]
- 1952, Dobbs Ferry, Nova York: Antonia Maury, astrònoma nord-americana que treballà en sistemes de classificació d'estels (n. 1866).[23]
- 1958, Santa Fe, Nou Mèxic: Mary Colter, arquitecta nord-americana (n. 1869).[24]
- 1986, Ginebra, Suïssa): Pierre Fournier, violoncel·lista francès (n. 1906).[25]
- 1992, Tel-Aviv: László Ladányi, poeta, escriptor, dramaturg i reporter.
- 1996, 
  - Madrid: Carmen Conde, mestra, poeta i narradora espanyola, la primera acadèmica de la Reial Acadèmia Espanyola (n. 1907).[26]
  - París, França: François Mitterrand, polític francès (n. 1916).
- 1997, Berckeley, Califòrnia (EUA): Melvin Calvin, químic estatunidenc, Premi Nobel de Química de l'any 1961 (n. 1911).
- 1998, Londres, Anglaterra: Michael Tippett, compositor anglès (n. 1905).[27]
- 2002, Moscou (Rússia): Aleksandr Mikhàilovitx Prókhorov, físic rus, Premi Nobel de Física de l'any 1964 (n. 1916).
- 2007, Woodland Hills, Los Angeles, EUA: Yvonne De Carlo, actriu canadenca de cinema i televisió (n. 1922).[28]
- 2012, Lugano, Suïssa: Alexis Weissenberg, pianista búlgar (n. 1929).
- 2013, Kinngait, Canadà: Kenojuak Ashevak, artista inuit (n. 1927).[29]
- 2016, Scanzorociate, Bèrgam: Maria Teresa de Filippis, pilot de curses automobilístiques italiana.[30]
- 2022 - Funchal, Madeira: Lourdes Castro, pintora portuguesa (n. 1930).

## Festes i commemoracions
- Dia de la Commonwealth a les illes Marianes del Nord.
- Jackson Day als Estats Units.
- Onomàstica: sants Apol·linar de Hieràpolis, Àtic de Constantinoble, bisbe; Severí de Noricum, eremita; Severí de Septempeda, Gúdula de Brussel·les, Thorfinn de Hamar, bisbe; sant Lorenzo Giustiniani.